# Магура-Лімнянська
Ма́гура-Лімня́нська — гірська вершина в Карпатах, найвища точка Верхньодністровських Бескидів. Розташована в межах Самбірського району Львівської області, між селами Грозьово і Лопушанка. 
Висота 1022 м. Верхня частина схилів гори вкрита хвойними, переважно ялицевими та смереково-ялицевими лісами, подекуди — вторинні луки. 
У радянський час на вершині Магури встановили пам'ятник на братській могилі червоноармійців, котрі загинули тут під час Другої світової війни в серпні 1944 року. Пам'ятник знесений у 2023 року у рамках процесу декомунізації.
На Магурі точилися бої під час Першої світової війни.
В часі Другої світової війни за цю гору, як стратегічний пункт в Карпатах, точилися бої між радянськими військами, які безуспішно пробували взяти її штурмом, та німецькими і угорськими частинами. Зрештою прорив з флангів змусив німецькі й угорські війська залишити гору і відійти далі в Карпати. 
Місцеві жителі розповідають переказ, як за одну ніч внаслідок бою за гору загинуло близько 900 солдат.
В радянський час замовчувалася історія про бої за цю гору між радянською армією та українськими повстанцями, які всю гору вкрили криївками. 
Збереглися свідчення місцевих жителів та учасників тих подій, записані уродженцем Мшанця, малолітнім в'язнем більшовицьких концтаборів Левком Паращаком у книзі «З покоління незламних».
На Великодні свята 1947 року на г. Магура командир тактичного відтинку ТВ-24 «Маківка» групи УПА-Захід Степан Стебельський на псевдо «Хрін» злучився з командиром сотні «Ударники-3» Василем Шишканинцем на псевдо «Бір» і куренем рейдували по Бескидах.
У 2023 році ця гора ввійшла до мережі історико-туристичних маршрутів «БойкоМандри», яка створюється за підтримки УКФ та Стрілківської територіальної громади. 